# Crocodile de Johnston
Crocodylus johnsoni
Pour les articles homonymes, voir Johnston.
Espèce
Synonymes
- Crocodylus johnstoni Krefft, 1873

Statut de conservation UICN

 LC  : Préoccupation mineure
Statut CITES
Crocodylus johnstoni, le Crocodile  de Johnston, est une espèce de crocodiliens de la famille des Crocodylidae.

## Répartition

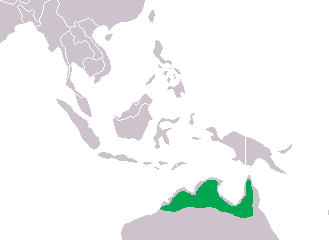
Distribution

Cette espèce est endémique du nord de l'Australie. Elle se rencontre dans le Territoire du Nord, dans le nord du Queensland et dans le nord-ouest de l'Australie-Occidentale.

## Habitat
Ce petit crocodile d'eau douce possède, comme tous ses congénères, des pattes palmées que prolongent des griffes servant à agripper les rives et à creuser un nid pour déposer ses œufs.
L'espèce fréquente des milieux dulcicoles et est rare sur les côtes à cause de la salinité et de la présence de Crocodylus porosus. La réduction des populations de ce dernier a permis l'expansion de la population de C. johnstoni, l'augmentation ultérieure du nombre de C. porosus renversant ensuite cette tendance.

## Description

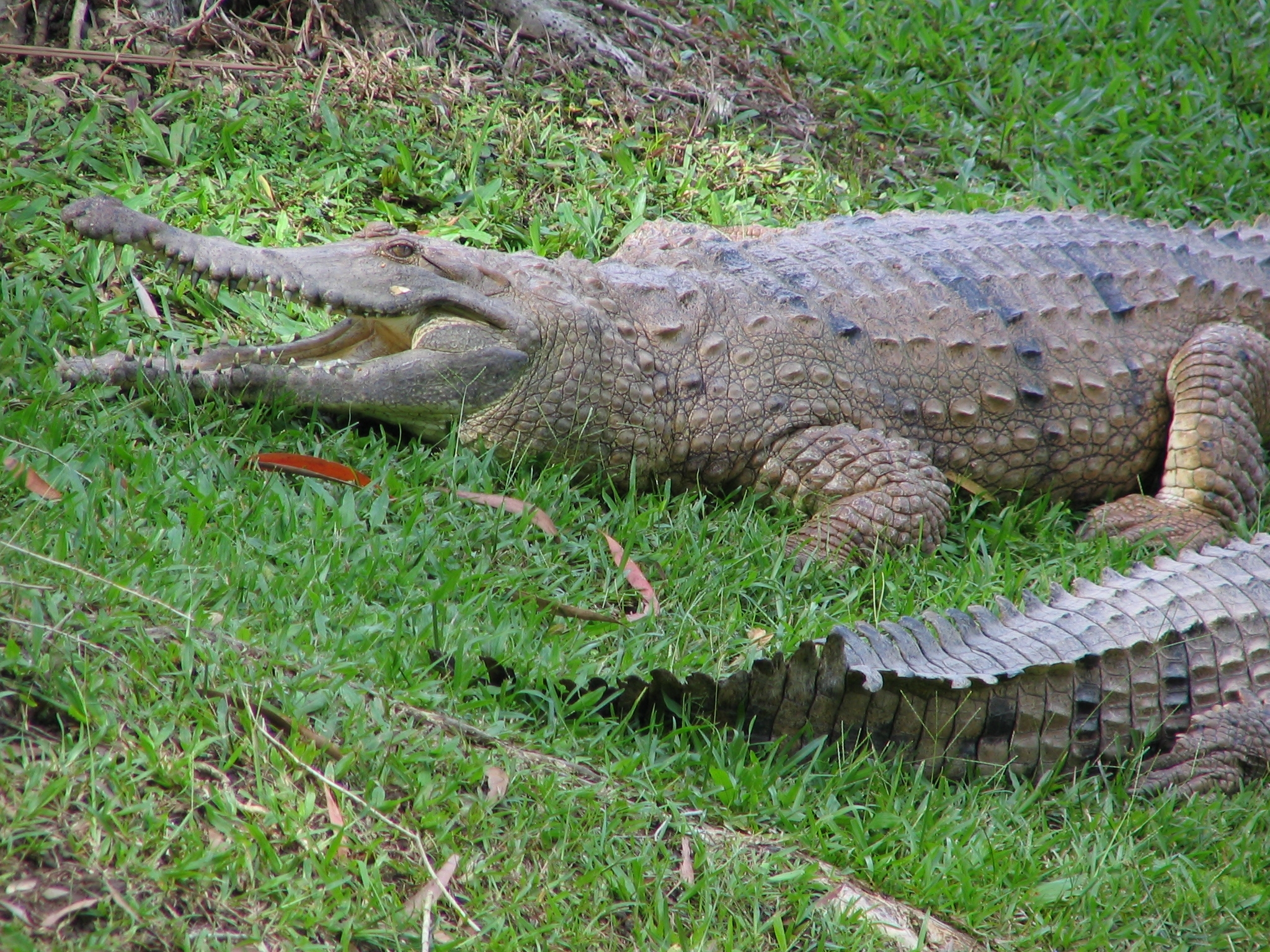
Crocodile de Johnston

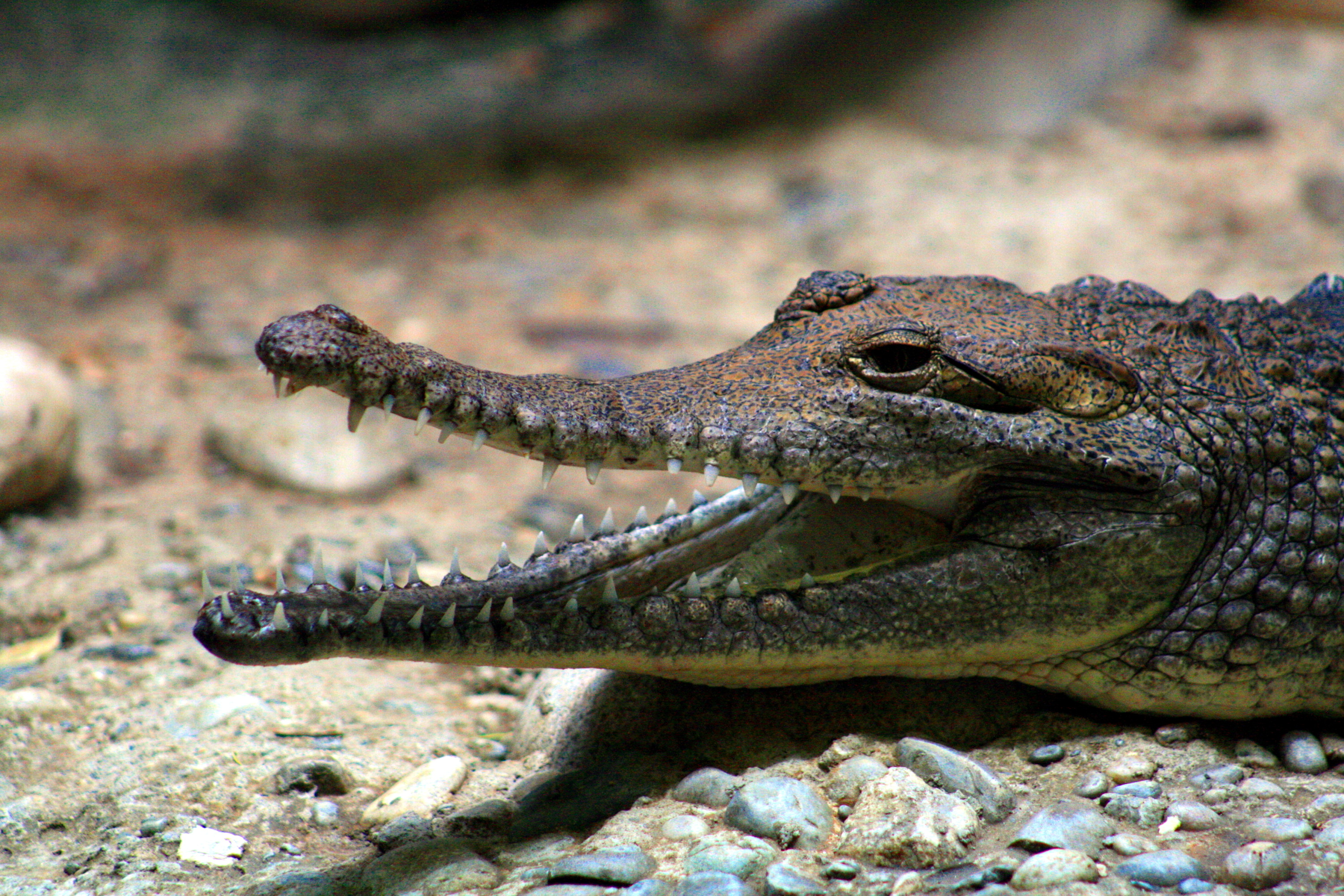
Crocodile de Johnston

C'est un crocodile de petite taille, les mâles dépassant rarement 3,0 mètres et la taille moyenne des femelles est de 2,1 mètres.

## Comportement
En raison de la sécheresse du désert Australien, le crocodile de Johnston estive et passe trois à quatre mois par an sous terre, sans apport en eau.

## Conservation
Les effectifs de cette population sont estimés de 50 000 à 100 000 individus.

## Étymologie
Le nom de l'espèce, johnstoni, a été dédié à Robert A. Johnstone, le premier européen ayant découvert l'espèce et transmis un spécimen à Gerard Krefft. Celui-ci d'ailleurs a fait une erreur lors de la description de cette espèce en écrivant johnsoni au lieu de johnstoni, erreur qu'il a corrigé un peu plus tard. Suivant les règles de la Commission internationale de nomenclature zoologique c'est le premier nom décrit, johnsoni, qui est conservée. De très nombreux ouvrages ou articles scientifiques utilisent néanmoins l'appellation telle que voulue par Krefft.

## Publication originale
- Krefft, 1873 : Remarks on Australian crocodiles, and description of a new species. Proceedings of the Zoological Society of London, vol. 1873, p. 334-335 (texte intégral).